# Aristelliger expectatus
Aristelliger expectatus är en ödleart som beskrevs av  Cochran 1933. Aristelliger expectatus ingår i släktet Aristelliger och familjen geckoödlor. Inga underarter finns listade i Catalogue of Life.